# Järnpelaren i Delhi

Järnpelaren idag

Järnpelaren i Delhi, är en pelare i Qutbområdet i Delhi, och den enda av de pre-islamiska byggnadsverk och konstverk i området som inte förstördes på 1200-talet av Qutb Al-Din Aibeg. 
Pelaren, som väger mer än tre ton, sägs ha uppförts under Chandragupta II:s styre på 400-talet, men har också daterats till så tidigt som 912 f.Kr. Pelaren stod först i mitten av ett tempelkomplex med 27 tempel som förstördes av Qutb Al-Din Aibeg, och byggnadsmaterialet användes för att bygga upp Qutab Minar och Quwwat ul-Islam-moskén. Pelaren består av 98% smidesjärn och är ett bevis på den höga kompetensnivån hos forntida indiska smeder. Det är speciellt anmärkningsvärt att pelaren har stått emot korrosion i över 1 600 år.